# Championnat de Taïwan de football 2014
Navigation
Saison précédente Saison suivante
La saison 2014 du Championnat de Taïwan de football est la trente-et-unième édition du championnat national, la Urban League. Les huit clubs participants sont regroupés au sein d'une poule unique où ils s'affrontent à deux reprises, avec un classement séparé entre les rencontres aller et retour. Le titre est décerné au vainqueur de la finale nationale, opposant les deux équipes ayant terminé en tête de chacun des classements. À l'issue de la saison, le dernier du classement final est relégué en championnat régional alors que l'avant-dernier doit disputer une poule de promotion-relégation face à deux équipes de division inférieure.
C'est le club de Taiwan PCFC qui est sacré cette saison après avoir terminé en tête de chacune des deux phases du championnat. C'est le 19e titre de champion de Taïwan de l'histoire du club.

## Les clubs participants
- Taipower
- Taipei City Tatung
- Tainan City
- Ming Chuan University FC
- Chiayi County
- NSTC FC
- Air Source Utilities FC
- Taiwan Sports University FC - Promu de D2
- Royal Blues FC

## Compétition
Le classement est établi sur le barème de points classique (victoire à 3 points, match nul à 1, défaite à 0). Pour départager les égalités, on tient d'abord compte des confrontations directes, de la différence de buts générale, puis du nombre de buts marqués.

### Poule de promotion-relégation
Trois semaines avant le début du championnat, l'avant-dernier du classement final de la saison précédente affronte deux formations de deuxième division afin de déterminer la huitième équipe engagée en Urban League. En raison du retrait de Taichung City FC, ce sont les deux premiers de la poule qui obtiennent le droit de s'engager en championnat.
| Rang | Équipe                  | Pts | J | G | N | P | Bp | Bc | Diff |  | Résultats (▼ dom., ► ext.) | ASU | Chi | Roy |
| ---- | ----------------------- | --- | - | - | - | - | -- | -- | ---- |  | -------------------------- | --- | --- | --- |
| 1    | Air Source Utilities FC | 6   | 2 | 2 | 0 | 0 | 8  | 3  | +5   |  | Air Source Utilities FC    |     |     | 4-1 |
| 2    | Chiayi County FC (D2)   | 3   | 2 | 1 | 0 | 1 | 7  | 7  | 0    |  | Chiayi County FC (D2)      | 2-4 |     |     |
| 3    | Royal Blues FC (D2)     | 0   | 2 | 0 | 0 | 2 | 4  | 9  | -5   |  | Royal Blues FC (D2)        |     | 3-5 |     |

### Classement
| Rang | Équipe                       | Pts | J | G | N | P | Bp | Bc | Diff |
| ---- | ---------------------------- | --- | - | - | - | - | -- | -- | ---- |
| 1    | Kaohsiung County Taipower    | 18  | 7 | 6 | 0 | 1 | 26 | 7  | +19  |
| 2    | NSTC FC                      | 17  | 7 | 5 | 2 | 0 | 27 | 10 | +17  |
| 3    | Taiwan Sports University FCP | 13  | 7 | 4 | 1 | 2 | 26 | 10 | +16  |
| 4    | Taipei City TatungT          | 11  | 7 | 3 | 2 | 2 | 27 | 13 | +14  |
| 5    | Ming Chuan University FC     | 10  | 7 | 2 | 4 | 1 | 12 | 13 | -1   |
| 6    | Air Source Utilities FC      | 7   | 7 | 2 | 1 | 4 | 7  | 16 | -9   |
| 7    | Tainan City                  | 3   | 7 | 1 | 0 | 6 | 8  | 32 | -24  |
| 8    | Chiayi County FCP            | 0   | 7 | 0 | 0 | 7 | 7  | 39 | -32  |

| Rang | Équipe                       | Pts | J | G | N | P | Bp | Bc | Diff |
| ---- | ---------------------------- | --- | - | - | - | - | -- | -- | ---- |
| 1    | Kaohsiung County Taipower    | 17  | 7 | 5 | 2 | 0 | 24 | 3  | +21  |
| 2    | Taiwan Sports University FCP | 14  | 7 | 4 | 2 | 1 | 26 | 4  | +22  |
| 3    | NSTC FC                      | 13  | 7 | 4 | 1 | 2 | 19 | 18 | +1   |
| 4    | Taipei City TatungT          | 12  | 7 | 3 | 3 | 1 | 18 | 9  | +9   |
| 5    | Ming Chuan University FC     | 10  | 7 | 3 | 1 | 3 | 11 | 6  | +5   |
| 6    | Air Source Utilities FC      | 8   | 7 | 2 | 2 | 3 | 9  | 21 | -12  |
| 7    | Chiayi County FCP            | 2   | 7 | 0 | 2 | 5 | 9  | 39 | -30  |
| 8    | Tainan City                  | 1   | 7 | 0 | 1 | 6 | 5  | 21 | -16  |

- Taipower ayant terminé en tête des deux classements, il est automatiquement sacré champion de Taipei.

## Bilan de la saison
| Championnat de Taïwan de football 2014 |                      |
| Champion                               | Taipower (19e titre) |
| Coupes et trophées                     |                      |
| Vainqueur de la Coupe de Taïwan 2014   | Non disputée         |
| Qualifications continentales           |                      |
| Coupe de l'AFC 2015                    | Aucun                |
| Promotions et relégations              |                      |
| Promus en Urban League                 | Taichung City FC     |
| Promus en Urban League                 | Royal Blues FC       |
| Relégués                               | Tainan City FC       |
| Relégués                               | Chiayi County FC     |